# (1058) Grubba
(1058) Grubba es un asteroide perteneciente al cinturón de asteroides descubierto el 22 de junio de 1925 por Grigori Abrámovich Shain desde el observatorio de Simeiz en Crimea.
Está nombrado en honor de Howard Grubb, constructor de un telescopio para el observatorio.
Grubba forma parte de la familia asteroidal de Flora.